# كارلوس جيرالدو لانغوني
كارلوس جيرالدو لانغوني (24 يوليو 1944 - 13 يونيو 2021) كان اقتصاديًا برازيليًا. شغل منصب محافظ بنك البرازيل المركزي بين عامي 1980 و1983.
توفي لانغوني في ريو دي جانيرو في 13 يونيو 2021 عن عمر يناهز 76 عامًا من جراء كوفيد 19.

## البنك المركزي
في أغسطس 1979 تولى لانغوني بدعوة من إرنان جالفياس منصب مدير المنطقة المصرفية في البنك المركزي. خلال هذه الفترة أنشأ النظام الخاص للتسوية والوصاية، وهو أحد الأنظمة الأولى في العالم لضمان التسوية الافتراضية للمعاملات التي تنطوي على الأوراق المالية الحكومية. تم إنشاء السندات الحكومية الافتراضية بأمان مطلق، وتسويتها مقابل احتياطيات البنوك، ووضع حد لمصدر عدم اليقين والمخاطر (مخاطر التسوية الصفرية). من ذلك تم إنشاء معدل سيليك، الذي تم تشكيله في عملية تصفية الأوراق المالية والاحتياطيات المصرفية.
مع تعيين غالفياس في وزارة المالية في يناير 1980، تولى لانغوني رئاسة البنك المركزي البرازيلي، وظل في هذا المنصب حتى 5 سبتمبر 1983. في سن الخامسة والثلاثين كان أصغر رئيس للمؤسسة في التاريخ. كرئيس للبنك المركزي أصبح عضوًا في مجلس النقد الوطني والمجلس الوطني للتجارة الخارجية وأيضًا ممثلًا للبرازيل كمحافظ بديل في صندوق النقد الدولي.
بسبب الخلافات الداخلية استقال من منصب رئيس البنك المركزي، وحل محله أفونسو سيلسو باستوري.